# Immunoprecypitacja białek
Immunoprecypitacja białek – metoda wyodrębnienia konkretnego białka z ich mieszaniny przy pomocy swoistych dla niego przeciwciał.
W pierwszym etapie do mieszaniny białek dodaje się przeciwciało rozpoznające poszukiwane białko. Kolejnym etapem jest dodanie białka A lub G, które wiąże fragment krystalizowalny (Fc) przeciwciała i nie blokuje jego miejsc aktywnych dla wiązania antygenu. Białko A (lub G) związane jest z nierozpuszczalnym nośnikiem, na przykład agarozą, co umożliwia łatwą izolację (przez wirowanie) powstałych kompleksów: szukane białko–przeciwciało–białko A (lub G).